# Red Velvet (nhóm nhạc)
Red Velvet (tiếng Hàn: 레드벨벳; Romaja: Ledeu Belbes tiếng Nhật: レッドベルベット, phiên âm: Reddo Berubetto) là một nhóm nhạc nữ Hàn Quốc được thành lập và quản lý bởi công ty SM Entertainment. Nhóm chính thức ra mắt vào ngày 1 tháng 8 năm 2014 với đội hình 4 thành viên bao gồm: Irene, Seulgi, Wendy, Joy, và được bổ sung thành viên thứ 5 Yeri vào ngày 10 tháng 3 năm 2015.
Kể từ khi ra mắt, Red Velvet đã có nhiều kinh nghiệm và được công nhận. Mini album đầu tiên của nhóm Ice Cream Cake đứng đầu trên Gaon Album Chart vào đầu năm 2015. Tương tự, album đầu tiên của nhóm The Red (2015), và các mini album tiếp sau đó là The Velvet, Russian Roulette phát hành vào năm 2016 và Rookie (2017) đều đạt được vị trị số 1 trên Gaon Album Chart. Ngoài ra, The Red, Rookie và The Red Summer (2017) cũng đứng đầu Billboard World Albums, và với việc phát hành album phòng thu thứ hai Perfect Velvet (2017), nhóm trở thành nhóm nhạc K-pop với album đứng vị trí số 1 nhiều nhất trên bảng xếp hạng này. Nhóm cũng nhận được một số giải thưởng cho âm nhạc, vũ đạo và độ nổi tiếng, bao gồm Golden Disc Awards cho New Artist Award và Mnet Asian Music Award cho Best Female Group năm 2017.

## Ý nghĩa tên gọi
- Tên nhóm được đặt bởi Lee Soo-man và còn được công ty chủ quản SM Entertainment lý giải như: "Red" có nghĩa là màu đỏ, đây là một màu sắc nổi bật và vô cùng quyến rũ; "Velvet" có nghĩa là vải nhung, đây là loại chất liệu mang đến một cảm giác mềm mại và vô cùng nữ tính. Cả "Red" và "Velvet" đi cùng với nhau đã nói lên phong cách âm nhạc cũng như hình ảnh của nhóm[3]. Ngày 29 tháng 7 năm 2014, một nhóm nhạc độc lập tại Hàn Quốc ra mắt năm 2013 cũng mang tên "Red Velvet" lên tiếng mong muốn bảo vệ tên gọi của mình. Sau một buổi gặp mặt giữa đại diện công ty và nhóm nhạc Red Velvet, cả hai bên đi đến thỏa thuận chia sẻ tên gọi chung này[4].
- Red Velvet chính thức giới thiệu màu bóng chính thức vào tháng 6 năm 2017, tên gọi của nó là Pastel Coral[5].
- Fandom chính thức của nhóm là "ReVeluv". ReVe được lấy từ 2 chữ đầu của Red Velvet – Luv là Love (tình yêu). Reve trong tiếng Pháp cũng có nghĩa là giấc mơ. Reveluv tượng trưng cho tình yêu giữa 5 cô gái và cộng đồng fan của mình.

## Lịch sử

### Trước khi ra mắt
Seulgi là thành viên đầu tiên trở thành thực tập sinh của SM Entertainment thông qua một cuộc tuyển chọn vào năm 2007. Irene và Yeri được tuyển chọn lần lượt vào năm 2009 và 2010. Năm 2012, Wendy và Joy trở thành thực tập sinh thông qua hệ thống tuyển chọn SM Global Auditions được tổ chức lần lượt tại Canada và Hàn Quốc. Irene, Seulgi và Wendy ban đầu được công ty giới thiệu tới công chúng với tư cách là thành viên nhóm thực tập sinh SM Rookies vào năm 2013 và 2014, họ được rumor rằng sẽ ra mắt trong một nhóm nhạc vào tháng 7, sau đó được xác nhận bởi SM Entertainment. Với việc bổ sung thành viên Joy, nhóm có bốn thành viên và tên nhóm chính thức là Red Velvet, họ là nhóm nhạc nữ đầu tiên sau 5 năm của SM Entertainment kể từ khi f(x) ra mắt.

### 2014: Ra mắt vớiHappinessvàBe Natural

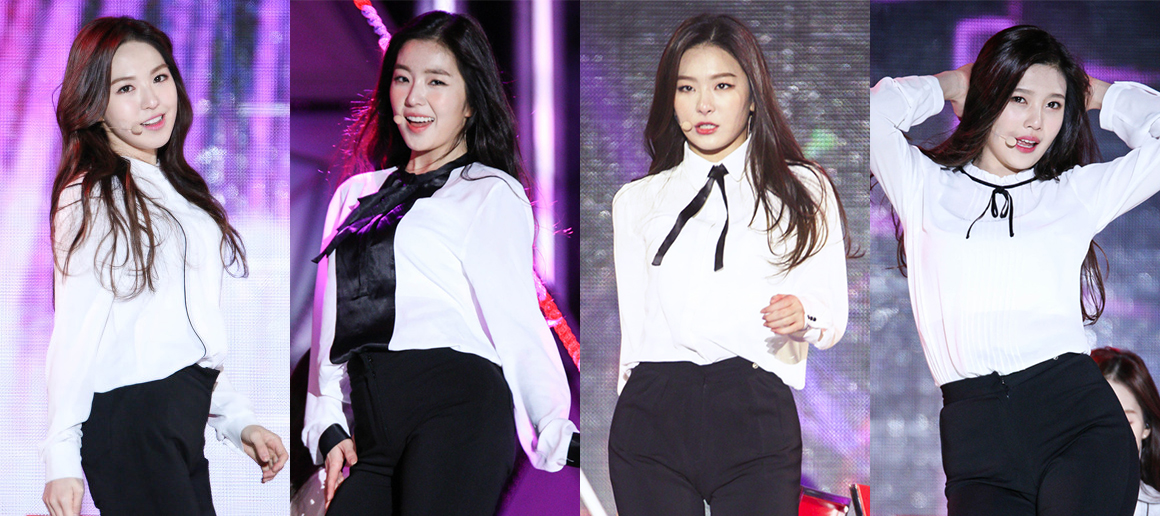
Red Velvet vào tháng 12 năm 2014

Ngày 1 tháng 8, nhóm biểu diễn lần đầu tiên trên truyền hình trong chương trình âm nhạc Music Bank. Đĩa đơn đầu tay của nhóm, "Happiness", được phát hành trực tuyến vào ngày 4 tháng 8. Được Will Simms, Chad Hugo, Chris Holsten, Anne Judith Wik sáng tác và Yoo Young-jin phổ lời, "Happiness" là một bài hát Europop với giai điệu và tiết tấu mạnh mẽ. Video âm nhạc của bài hát đạt trên 2 triệu lượt xem trên YouTube trong vòng 24 giờ từ khi được đăng tải, nhưng sau đó bị gỡ bỏ do sử dụng một số hình ảnh gây tranh cãi liên quan đến vụ ném bom nguyên tử xuống Hiroshima và Nagasaki, và được thay thế bằng một phiên bản đã chỉnh sửa. "Happiness" đã trở thành video âm nhạc K-pop được xem nhiều thứ hai trên YouTube trong tháng 8 năm 2014.
Ngày 13 tháng 10 năm 2014, Red Velvet phát hành đĩa đơn nhạc số thứ hai, "Be Natural", cũng như video âm nhạc chính thức của bài hát. Với sự góp mặt của Taeyong, hiện là thành viên nhóm nhạc nam NCT, "Be Natural" là một phiên bản thu lại của bài hát đã được S.E.S., nhóm nhạc nữ đầu tiên của SM Entertainment, phát hành vào năm 2000. MV này được quay bởi Kwon Soon-wook và Shim Jae-won, biên đạo bởi Kyle Hanagami. Nhóm bắt đầu quảng bá vào ngày 9 tháng 10, lần đầu tiên xuất hiện trên chương trình âm nhạc M Countdown. Bài hát đạt vị trí thứ 33 trên Gaon Digital Chart và vị trí thứ 6 trên bảng xếp hạng World Digital Songs của Billboard.

### 2015: Thành viên mớiYeri,Ice Cream CakevàThe Red

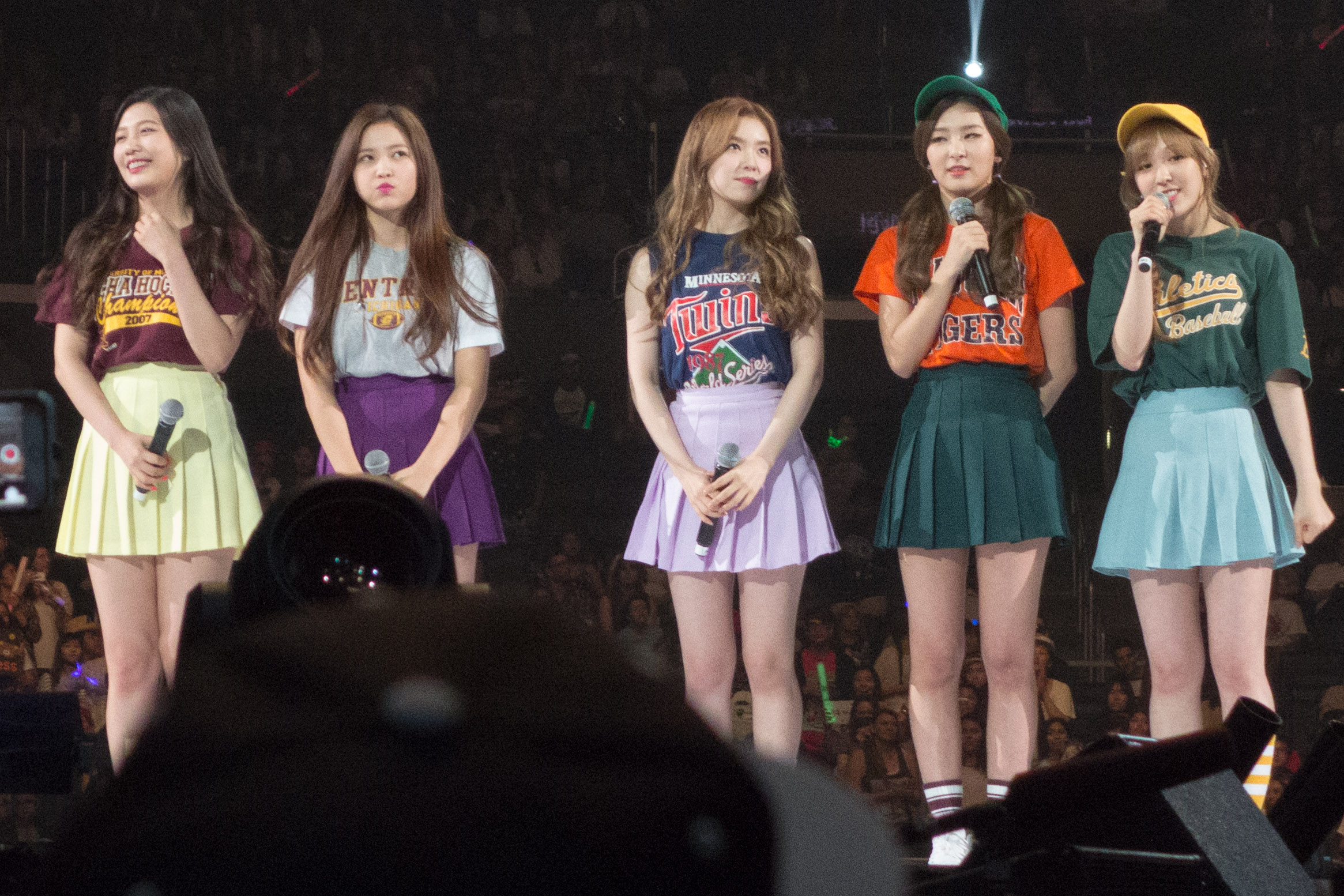
Red Velvet tại KCON 2015.

Ngày 11 tháng 3 năm 2015, cựu thành viên SM Rookies Yeri được chính thức bổ sung vào đội hình của Red Velvet. Ngày 15 tháng 3, nhóm phát hành mini-album đầu tay Ice Cream Cake với hai đĩa đơn "Automatic" và "Ice Cream Cake". Ngày 27 tháng 3, Red Velvet giành được chiến thắng đầu tiên kể từ khi ra mắt với "Ice Cream Cake" trên chương trình Music Bank. Ice Cream Cake là album của một nhóm nhạc nữ bán chạy nhất nửa đầu năm 2015 tại Hàn Quốc. Tháng 8 năm 2015, Red Velvet biểu diễn lần đầu tiên tại Mỹ trong lễ hội âm nhạc thường niên KCON được tổ chức ở Los Angeles, California, Hoa Kỳ.

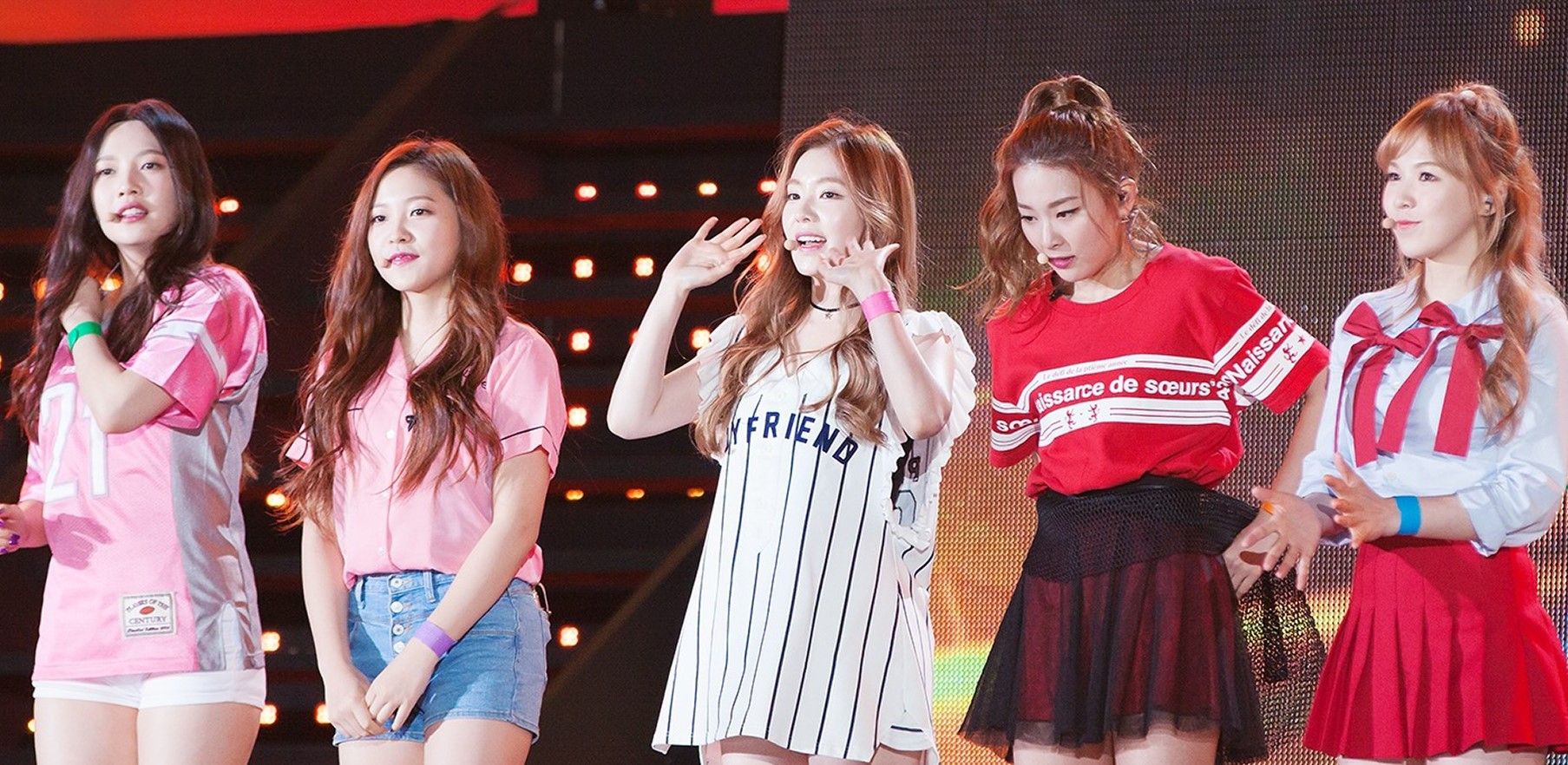
Red Velvet tại Incheon Hallyu K-pop Concert tháng 10-2015

Ngày 9 tháng 9, Red Velvet phát hành album phòng thu đầu tay The Red bao gồm mười bài hát trong đó có đĩa đơn "Dumb Dumb". Album nhận được phản ứng tích cực từ giới phê bình, đồng thời đạt vị trí cao nhất trên bảng xếp hạng World Albums của Billboard và bảng xếp hạng album Gaon của Hàn Quốc. Album cũng lọt vào top 10 album K-pop xuất sắc nhất năm 2015 do Billboard bình chọn. Đĩa đơn "Dumb Dumb" đạt vị trí thứ ba trên bảng xếp hạng World Digital Songs của Billboard và lọt vào top 20 bài hát K-pop xuất sắc nhất năm 2015 do Dazed bình chọn. Video âm nhạc của "Dumb Dumb" cũng lọt vào top 10 video âm nhạc xuất sắc nhất năm 2015 do Rolling Stone bình chọn. Ngày 18 tháng 12, Red Velvet phát hành bài hát "Wish Tree" thuộc dự án âm nhạc Winter Garden của SM Entertainment. ALbum cũng xuất sắc đạt vị trí thứ 5 trong danh sách 100 album Kpop hay nhất của thập kỉ do Pitchfork bình chọn.

### 2016:The VelvetvàRussian Roulette,xuất hiện trong phim Hậu duệ mặt trời

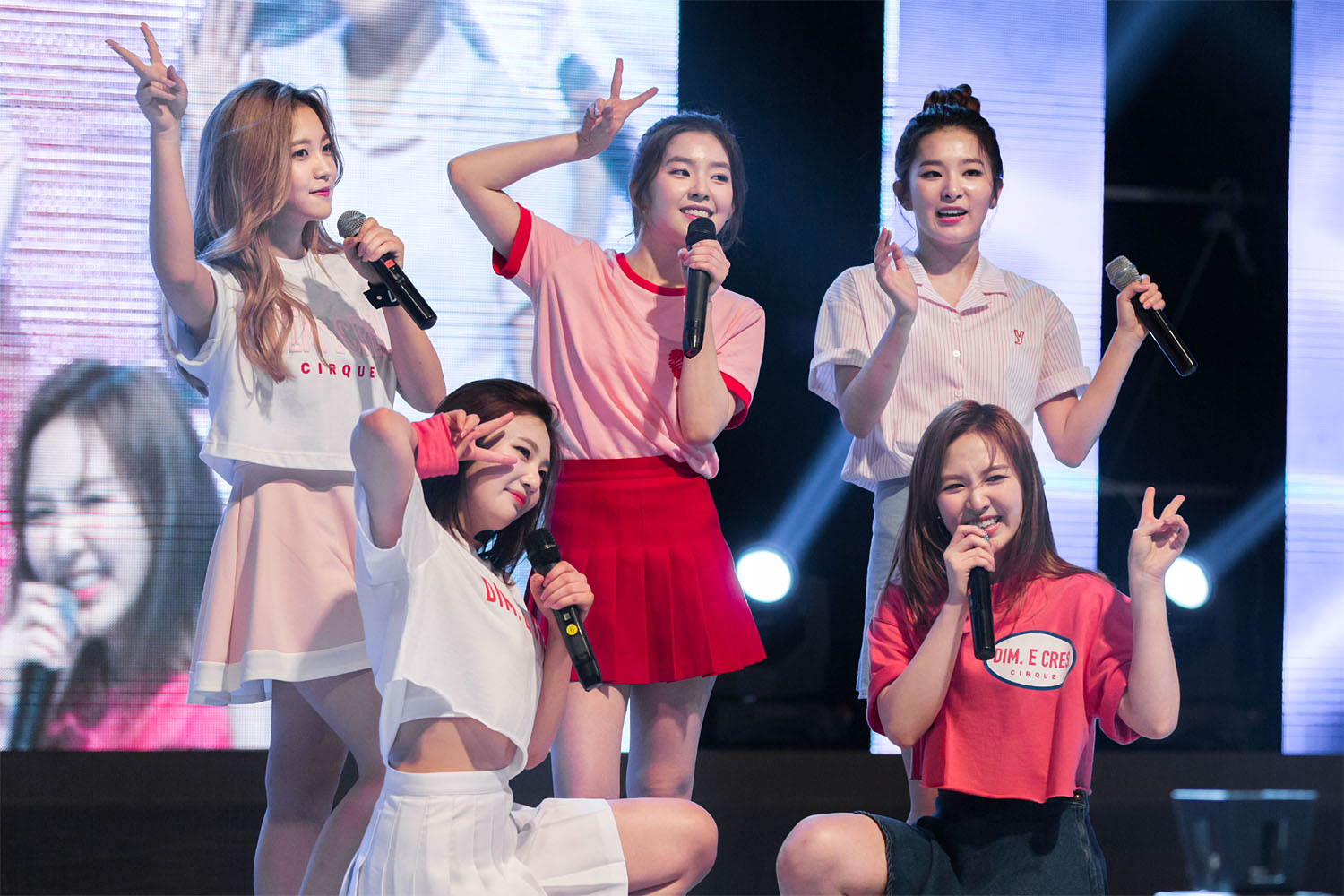
Red Velvet biểu diễn vào ngày 18 tháng 5 năm 2016.

Mini-album thứ hai của Red Velvet, The Velvet, được lên kế hoạch phát hành vào ngày 16 tháng 3 năm 2016. Tuy nhiên, 10 phút trước thời điểm như đã công bố, SM Entertainment thông báo hoãn việc phát hành lại "nhằm đảm bảo chất lượng tốt hơn". Do đó, album và đĩa đơn "One of These Nights" (tên tiếng Hàn: 7월 7일; Romaja quốc ngữ: 7wol 7il) được phát hành vào ngày 17 tháng 3. Với phong cách âm nhạc R&B, The Velvet thể hiện khía cạnh "velvet" nhẹ nhàng, nữ tính trong hình tượng của nhóm, tương phản với khía cạnh "red" sôi động, táo bạo ở The Red. "One of These Nights" đã giành chiến thắng năm lần trên các chương trình âm nhạc Hàn Quốc. Vào tháng 5, nhiều tờ báo tại Hàn Quốc đưa tin rằng nhóm đang chuẩn bị phát hành album mùa hè. Mặc dù đã bị hoãn nhiều lần nhưng cuối cùng nhóm đã phát hành mini album thứ ba của họ Russian Roulette vào ngày 7 tháng 9. Album bao gồm bảy bài hát với cả khúc chủ đề "Russian Roulette". Vào ngày 13 tháng 9 năm 2016, Red Velvet đã giành chiến thắng đầu tiên trên chương trình âm nhạc cho Russian Roulette trên The Show. Bài hát chủ đề đạt vị trí thứ hai trên Gaon Digital Chart và bảng xếp hạng World Digital Songs của Billboard, vị trí cao nhất của nhóm trên cả hai bảng xếp hạng vào thời điểm đó. Bài hát chủ đề đã giành được 6 cúp âm nhạc trong các tần quảng bá. MV ca nhạc của bài hát "Russian Roulette" đạt được 100 triệu lượt xem trên YouTube, đây là MV đầu tiên của nhóm đạt được thành tích này. Bài hát chủ đề lần này cũng xuất sắc được đề cử tại Korean Music Awards cho hạng mục Best Pop Song.
Nhóm cũng xuất hiện trong tập cuối của bộ phim đình đám Hậu duệ mặt trời, khi đó biệt đội Alpha do đại úy Yoo Shi Jin (Song Joong-ki đóng) chỉ huy có nhiệm vụ tiếp đón các khách VIP cho đại tiệc liên hoan của quân đội. Những vị khách đặc biệt chính là 5 cô gái xinh đẹp từ nhóm nhạc Red Velvet. 5 cô gái nhà SM đã có màn xuất hiện đặc biệt, họ ghé thăm một trại huấn luyện quân đội và biểu diễn phục vụ các quân nhân. Vẻ trẻ trung, xinh đẹp của nhóm khiến các quân nhân có mặt tại khán phòng gần như phát cuồng và hò hét điên loạn. Thậm chí mọi người còn nhún nhẩy theo giai điệu ca khúc Dumb Dumb mà nhóm biểu diễn .

### 2017:Rookie,The Red Summer, concert đầu tiên vàPerfect Velvet
Ngày 1 tháng 2 năm 2017, Red Velvet phát hành mini-album thứ tư Rookie. Mini album bao gồm 6 bài hát, bao gồm bài hát chủ đề "Rookie", và cũng có bài hát solo của Wendy với tựa đề "Last Love" (tiếng Hàn: 마지막 사랑; Romaja quốc ngữ: majimag salang). Album đạt vị trí thứ nhất trên cả hai bảng xếp hạng Gaon Album Chart và Billboard World Albums. Nhóm giành chiến thắng đầu tiên trên chương trình âm nhạc cho "Rookie" trên The Show vào ngày 7 tháng 2, tiếp đó là chiến thắng trên Show Champion, M Countdown, Music Bank, và Inkigayo. Vào ngày 31 tháng 3, nhóm phát hành single đầu tiên cho SM Station 2 "Would U". Giúp cho việc quảng bá, từ ngày 27 tháng 7 đến 10 tháng 9, Red Velvet bắt đầu chương trình truyền hình thực tế đầu tiên của nhóm Level Up Project cho thấy các cảnh quay trong chuyến đi của năm thành viên đến Thái Lan. Chương trình kéo dài trong 23 tập mà không có sự tham gia của thành viên Joy vì cô phải quay hình của The Liar and His Love, bộ phim mà cô đảm nhận vai chính.

Ngày 26 tháng 4 năm 2017, Red Velvet công bố tên fandom chính thức là ReVeluv. Tên fandom của nhóm không chỉ là kết hợp giữa hai từ "Red Velvet" và "Love" mà còn đọc giống "Level Up" khi phát âm tiếng Hàn. Đồng thời cũng là cách viết tắt của Red Velvet luv - tượng trưng cho tình yêu giữa fan và Red Velvet. "Rêve" trong tiếng Pháp cũng có nghĩa là giấc mơ, ước mơ.

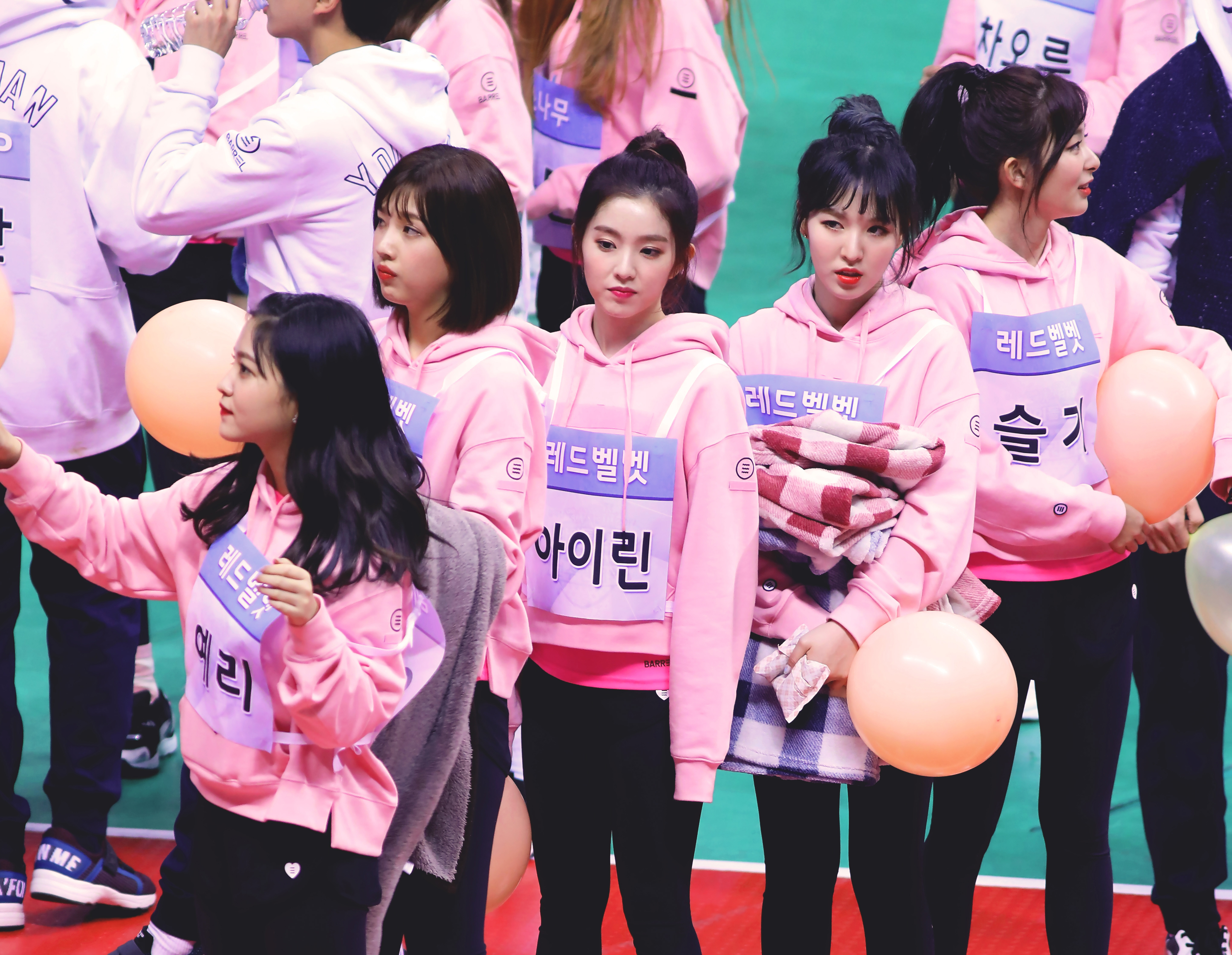
Red Velvet tại đại hội thể thao ISAC vào tháng 1 năm 2017

Ngày 9 tháng 7 năm 2017, Red Velvet phát hành mini-album thứ năm The Red Summer gồm 5 bài hát với ca khúc chủ đề "Red Flavor"(tiếng Hàn: 빨간 맛; Romaja quốc ngữ: ppalgan mas)., đánh dấu sản phẩm phát hành vào mùa hè đầu tiên của nhóm. Mini-album tiếp tục đứng đầu cả hai bảng xếp hạng Gaon Album Chart của Hàn Quốc và World Albums Chart của Billboard. "Red Flavor" cũng đạt vị trí thứ nhất trên cả hai bảng xếp hạng Gaon Digital Chart và Gaon Download Chart. Ngoài ra, "Red Flavor" lần đầu xuất hiện trên Gaon Digital Chart và Gaon Download Chart với 4 bài hát khác cũng nằm trong Top 50 of the Digital Chart. Bài hát được Billboard bình chọn là bài hát Kpop hay nhất năm 2017 và xuất sắc thứ hai của thập kỉ.
Tháng 8 năm 2017, nhóm phát hành một bài hát nữa cho dự án Station với tựa đề "Rebirth".
Từ ngày 18 đến ngày 20 tháng 8, Red Velvet tổ chức concert đầu tiên của nhóm với tên gọi "Red Room" tại Seoul, Hàn Quốc. Ba đêm diễn đã thu hút tổng cộng 11.000 khán giả.
Vào ngày 4 tháng 10, SM Entertainment thông báo qua trang web tiếng Nhật rằng nhóm sẽ có showcase đầu tiên tại Nhật Bản. "Red Velvet Premium Showcase F'U'N Room Reveluv-Baby Party" diễn ra tại Yebisu The Garden Hall ở Tokyo vào ngày 6 tháng 11. Ở đó, họ trình diễn phiên bản tiếng Nhật của "Dumb Dumb" và "Red Flavor" lần đầu tiên. Sau khi kết thúc buổi showcase, họ đã thông báo chính thức rằng concert "Red Room" sẽ được tổ chức tại Nhật Bản trong năm 2018. Dự kiến sẽ diễn ra vào ngày 28 và 29 tháng 3 tại Trung tâm thể thao Musashino Forest với 10,000 chỗ ngồi và là nơi sẽ tổ chức 2020 Tokyo Olympics.
Red Velvet thể hiện lại phong cách "velvet" của nhóm trong album phòng thu thứ hai, Perfect Velvet được phát hành vào ngày 17 tháng 11 với ca khúc chủ đề "Peak-a-Boo". Không giống như lần phát hành đầu tiên của họ "velvet", album và đĩa đơn đều thành công về mặt thương mại. Album đạt vị trí thứ nhất trên World Album Chart của Billboard. "Peek-a-Boo" đạt vị trí thứ 2 trên bảng xếp hạng World Digital Songs của Billboard. Tại Hàn Quốc, album và đĩa đơn "Peek-a-Boo" đều đạt vị trí thứ 2 trên Gaon Album Chart và Gaon Digital Chart. Bài hát chủ đề 'Peek-a-boo' là ca khúc thứ ba của nhóm đạt được 100 triệu lượt nghe trên Spotify. 

### 2018:The Perfect Red Velvet, #Cookie Jar, Summer Magic,trình diễn tại Triều Tiên vàRBB
Nhóm đã phát hành phiên bản repackaged cho album phòng thu thứ hai, The Perfect Red Velvet vào ngày 29 tháng 1 năm 2018. Album bao gồm các ca khúc trong Perfect Velvet và bổ sung 3 ca khúc mới trong đó có ca khúc chủ đề "Bad Boy".

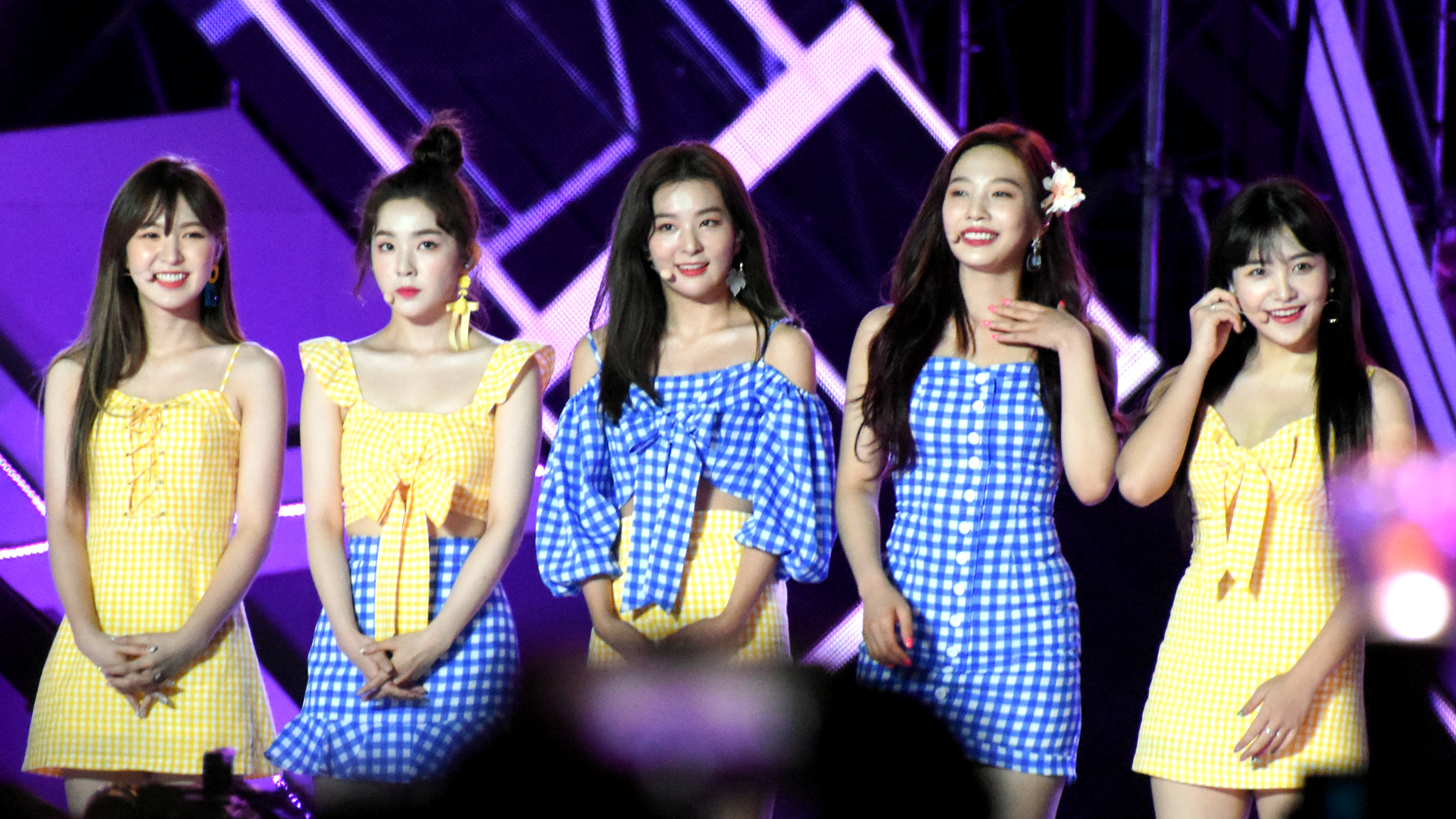
Red Velvet vào ngày 2 tháng 9 năm 2018

Album đứng đầu trên Gaon Album Chart, sau khi phát hành "Bad Boy" ra mắt tại vị trí thứ nhất trên Download Chart của Gaon và vị trí thứ hai Gaon Digital Chart. The Perfect Red Velvet cũng xếp vị trí thứ 3 trên bảng xếp hạng World Albums của Billboard trong khi "Bad Boy" ra mắt tại vị trí thứ 2 trên bảng xếp hạng World Digital Songs. Red Velvet quảng bá trên nhiều chương trình truyền hình âm nhạc Hàn Quốc, chiến thắng đầu tiên trên chương trình âm nhạc cho "Bad Boy" là trên Show Champion vào ngày 7 tháng 2. Đến năm 2019, MV ca nhạc của bài hát 'Bad Boy' là MV đầu tiên của Red Velvet đạt 200 triệu lượt xem trên YouTube. Với hơn 500,000 đơn vị được tiêu thụ ở Mỹ, Bad Boy đã trở thành ca khúc đầu tiên của Red Velvet đủ tiêu chuẩn để đạt Chứng nhận Vàng của Hiệp hội Công nghiệp Thu âm Mỹ (RIAA). Đây cũng là bài hát duy nhất của Red Velvet và của các nghệ sĩ thuộc SMent đạt 100 triệu lượt nghe trên nền tảng nghe nhạc Spotify, Red Velvet cũng là nhóm nhạc nữ Kpop thứ 3 sở hữu bài hát đạt được thành tích này. Đồng thời, đây cũng là bài hát đạt được nhiều lượt nghe nhất trên Spotify của các nghệ sĩ trực thuộc SM Entertainment, tính đến ngày 25 tháng 2 năm 2020 là 110.742.649 lượt. "Bad boy" được Billboard bình chọn là bài hát Kpop hay nhất năm 2018.
Vào ngày 20 tháng 3 năm 2018, SM Entertainment thông báo Red Velvet sẽ trình diễn cùng các nghệ sĩ khác của Hàn Quốc cho buổi concert Hàn Quốc tại Bình Nhưỡng, Bắc Triều Tiên diễn ra từ ngày 1/4 đến 3/4. Điều này khiến nhóm trở thành nghệ sĩ đầu tiên từ SM Entertainment trong 15 năm kể từ khi Shinhwa biểu diễn tại Bắc Triều Tiên.  Trong đêm nhạc đầu tiên diễn ra tại Nhà hát lớn Đông Bình Nhưỡng vào ngày 1/4, dù vắng Joy do vướng lịch trình cá nhân nhưng nhóm đã biểu diễn hai ca khúc Red Flavour và Bad Boy, nhóm cũng có cơ hội gặp gỡ và chào hỏi lãnh đạo tối cao của Triều Tiên- ngài Kim Jong Un sau đêm diễn đầu tiên, đồng thời tham dự một buổi trả lời phỏng vấn về hoạt động giao lưu tại đây.
Ngày 6 tháng 8 năm 2018, Red Velvet cho ra mắt mini album thứ 6 mang tên Summer Magic với ca khúc chủ đề là " Power Up". Sau khi ra mắt "Power Up" trở thành ca khúc đầu tiên của Red Velvet đạt perfect all-kill trên các bảng xếp hạng nhạc số. Red Velvet cũng là nghệ sĩ thuộc S.M Entertainment đầu tiên đạt perfect all-kill, và cũng là perfect all-kill nhanh nhất của các nhóm nữ Kpop. Đây cũng là bài hát đạt được nhiều cúp nhất trên các chương trinh âm nhạc của nhóm, với 10 cúp bao gồm 5 chương trình âm nhạc khác nhau. Album "Summer Magic" là album đầu tiên của nhóm đạt top 1 bảng xếp hạng iTunes Worldwide. Video ca nhạc của  bài hát lọt top 100 video xuất sắc nhất YouTube năm 2018 và là MV Kpop duy nhất lọt vào bảng xếp hạng này. 'Power Up' là bài hát đầu tiên của nhóm "chạm nóc" bảng xếp hạng Realtime của Melon.
Đĩa đơn RBB (Really Bad Boy) được ra mắt vào ngày 30 tháng 11 năm 2018. Bài hát bị  Knet chỉ trích vì giai điệu khó nghe. Tuy nhiên đây là bài hát đầu tiên của Red Velvet đạt vị trí thứ nhất trên bảng xếp hạng World Digital Song Sales của Billboard. Đây là album trụ trên bảng xếp hạng World Album của Billboard lâu thứ ba của Red Velvet với 7 tuần liên tiếp.

### 2019: Tiếp tục lưu diễn, mini album tiếng Nhật thứ haiSappyvà bộ ba album thuộc seriesThe ReVe Festival
Ngày 6 tháng 1, Red Velvet trở lại với đĩa đơn nhạc số tiếng Nhật đầu tiên 'Sappy', tiếp sau đó là đĩa đơn 'Sayonara' phát hành ngày 20 tháng 2. Cả hai bài hát đều được đưa vào mini album tiếng Nhật thứ hai của nhóm ngày 29 tháng 5 mang tên 'Sappy'. Album này còn có phiên bản tiếng Nhật của các bài hát chủ đề trước đó là 'Peek-A-Boo', 'Rookie' và 'Power Up' cùng bài hát mới 'Swimming Pool'.
Vào tháng 2, nhóm công bố lịch trình chuỗi concert "REDMARE" ở Bắc Mỹ. Concert được tổ chức Los Angeles, Dallas, Miami, Chicago, Newark, Toronto và Vancouver, trở thành nhóm nhạc nữ Hàn Quốc đầu tiên tổ chức tour  diễn Bắc Mỹ trong vòng ba năm trở lại đây.
Ngày 5 tháng 4, Red Velvet góp mặt trong bản remix ca khúc "Close to Me" của Ellie Goulding và Diplo. Nhóm đã thêm phần lời tiếng Hàn vào bài hát. Ca khúc đã giành được giải thưởng Ca khúc nhạc điện tử xuất sắc nhất trong lễ trao giải Teen Choice Award 2019 tổ chức tại Mỹ.
Nhóm cũng đã có mặt tại Thành phố Hồ Chí Minh để tham gia trình diễn trong khuôn khổ chương trình giao lưu âm nhạc Việt - Hàn quy tụ nhiều ngôi sao ca nhạc của hai nước  cùng nhóm nhạc Weki Meki và nam ca sĩ Jung Se Woon tổ chức ngày 28/4 tại nhà hát Hòa Bình.

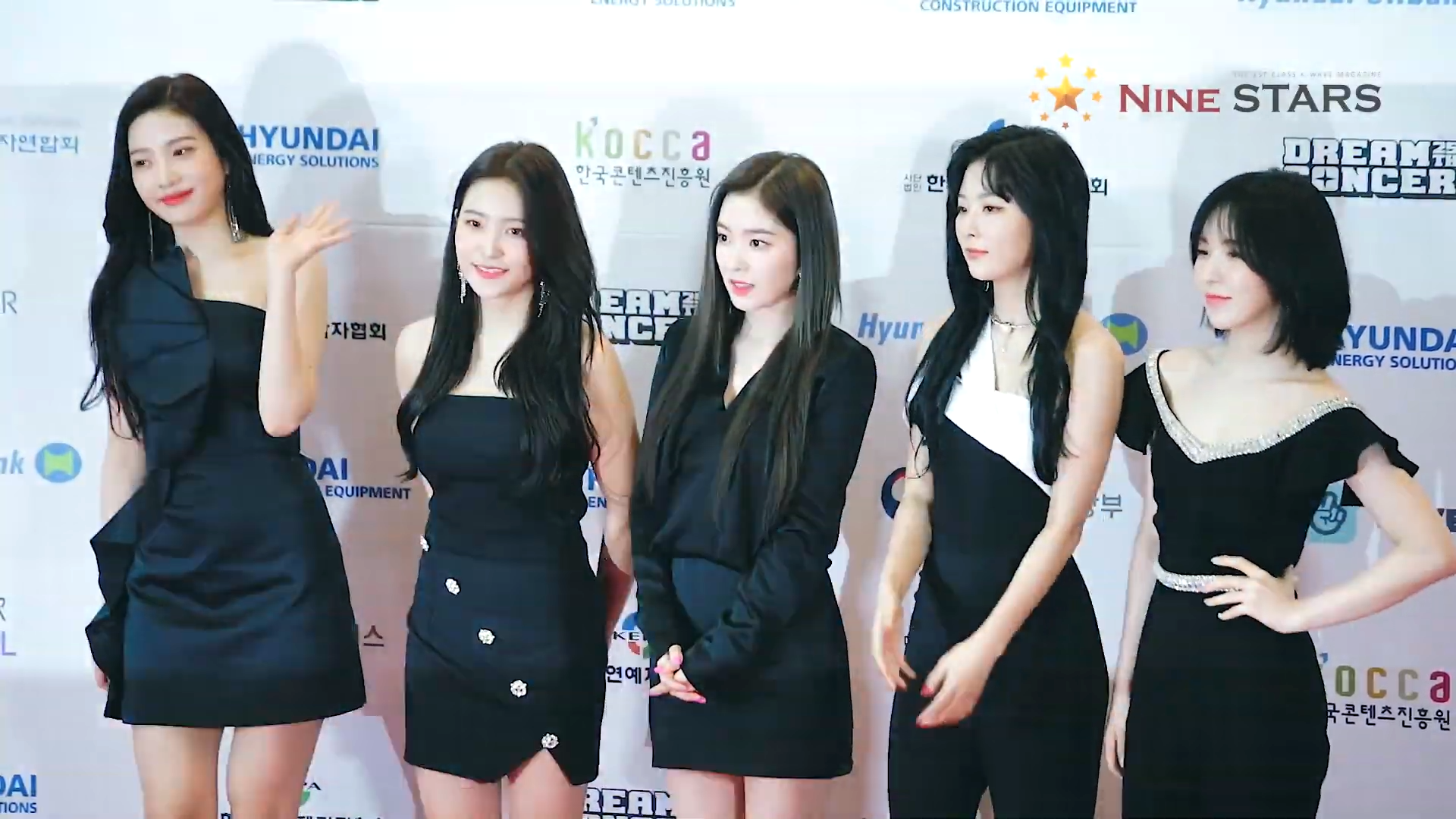
Red Velvet tại Dream Concert vào ngày 18 tháng 5 năm 2019

Vào ngày 19 tháng 6, Red Velvet comeback với mini album mang tên The Reve Festival 'Day 1' cùng ca khúc chủ đề 'Zimzalabim', bài hát giúp Red Velvet lập kỉ lục khi trở thành nhóm nữ Hàn Quốc đầu tiên và thứ 4 thế giới đạt top 1 trên iTunes Mỹ, trở thành nhóm thứ 2 (sau EXO) và nhóm nữ đầu tiên của SM có MV trên 10 triệu lượt xem trong vòng 24h. Album tiếp nối thành công của 'Summer Magic', là album thứ hai của nhóm đạt đạt được top 1 bảng xếp hạng iTunes thế giới. Sau gần nửa năm ra mắt, Zimzalabim bất ngờ đạt top 1 iTunes của Ai Cập.
Vào ngày 20 tháng 8, Red Velvet comeback với mini album The ReVe Festival 'Day 2' cùng ca khúc chủ đề "Umpah Umpah" với concept Holiday để giải tỏa cái nóng của mùa hè. Bài hát đã giúp Red Velvet trở thành nhóm nhạc nữ Kpop đầu tiên có 2 album đứng top 1 trên iTunes Mỹ trong vòng chưa đầy 1 năm. Với lần comback này, Red Velvet nhận được sự quan tâm trên toàn thế giới với top đầu trending trên Twitter. Sau khi ra mắt 'Umpah Umpah', Red Velvet là girlgroup thứ 2 trong năm 2019 đạt All-kill trên tất cả các show âm nhạc trong tuần. Red Velvet cũng đạt top 1 ITunes tại 38 nước, đứng cả trong top nhóm nhạc nữ Hàn Quốc có album đứng số 1 iTunes nhiều nhất. Album cũng đạt được top 1 bảng xếp hạng iTunes thế giới. Đây là album trụ trên bảng xếp hạng World Album của Billboard lâu nhất của Red Velvet, với 13 tuần liên tiếp.
Vào ngày 23 tháng 12, Red Velvet comeback với album tái bản The ReVe Festival 'Finale' với 16 bài hát, trong đó có 12 bài hát nằm trong hai album trước đó cùng series The ReVe Festival và bốn bài hát mới, bao gồm bài hát chủ đề "Psycho" và bài hát "La Rouge" được công diễn ở concert cùng tên vào ngày 23 và 24 tháng 11 tại Seoul. Ngay sau thời điểm phát hành, bài hát đã đứng nhất tất cả các BXH real-time (thời gian thực) của Hàn Quốc, thành tích mà chưa nhóm nhạc nữ nào được kể từ cuối tháng 12 đến bây giờ. Psycho đạt top 1 iTunes Album và Song tại 44 nước, vượt thành tích cũ của mình là 38 và là album đạt nhiều top 1 iTunes nhất của nhóm nữ năm 2019. Với 10.7 triệu view, Psycho là MV đạt lượt xem cao nhất trong vòng 24 giờ của Red Velvet và cao thứ hai của nghệ sĩ SM. Psycho cũng là MV đạt lượt thích trong vòng 24 giờ cao nhất của Red Velvet và cao thứ tư trong số các MV của nhóm nhạc nữ - 1,453,044 lượt. Đây cũng là album thứ 4 trong sự nghiệp của nhóm đạt được top 1 bảng xếp hạng iTunes thế giới. Kể từ khi bài hát Power Up "chạm nóc" Melon vào năm 2018, Psycho là bài hát nhóm nhạc nữ đầu tiên lập lại thành tích này vào năm 2019.
Đây cũng là bài hát duy nhất của các nhạc nữ năm 2019 đạt vị trí số 1 bảng xếp hạng Daily của Melon. Psycho giúp cho Red Velvet trở thành nhóm nhạc nữ Hàn Quốc duy nhất trong năm 2019 đạt được certificated all-kill trên các bảng xếp hạng âm nhạc tại Hàn Quốc.Ngoài ra, Psycho cũng trở thành bài hát thứ hai của nhóm chạm nóc Melon vào lúc 8 giờ sáng (KST). Red Velvet cũng là nhóm nhạc nữ duy nhất trên thế giới tính tới thời điểm hiện tại đạt top 1 Album iTunes ở Mỹ 3 lần liên tiếp trong một năm, và là nhóm nhạc nữ Kpop có nhiều no1 Album iTunes tại Mỹ nhất. Bài hát chủ đề "Psycho" cũng là bài hát của nhóm nhạc nữ nhận được nhiều lượt yêu thích nhất trong năm 2019 của 2 bảng xếp hạng nhạc số Melon, Genie và là bài hát thứ hai của Red Velvet đạt được vị trí đầu bảng của bảng xếp hạng World Digital Song Sales. Album The Reve Festival 'Finale' đạt được vị trí thứ 3 trên bảng xếp hạng World Album của Billboard. Nhờ "Psycho", Red Velvet trở thành nghệ sĩ nữ Hàn Quốc thứ hai trong lịch sử đạt được 3 cúp liên tiếp (triple crown) của 3 chương trình âm nhạc khác nhau (Music Bank, Music Core, Inkigayo). Cuối năm 2019, Instagram Hàn Quốc công bố danh sách Hot Instagramer, 3 thành viên Joy, Seulgi, Yeri chiếm 3 vị trí đầu bảng sau khi mở tài khoản của mình vào năm nay. "Psycho" cũng là bài hát nhận được 100.000 lượt thích nhanh nhất của các nhóm nhạc nữ Kpop trên Melon. Cuối năm 2019, "Psycho" chính thức là bài hát đạt được nhiều lượt nghe nhất trên Spotify năm 2019 của các nghệ sĩ trực thuộc SM Entertainment. Cuối tháng 9 năm 2020, Psycho trở thành bài hát nhận được 200.000 tim thứ hai của nhóm, đưa nhóm trở thành nhóm nữ có bài hát được 200.00 tim nhiều nhất trong số các nhóm nữ.

### 2020: Wendy gặp tai nạn sân khấu - chiến dịch quảng báPsychobị hủy; Red Velvet ra mắt nhóm nhỏ
Cuối tháng 12, tại SBS Gayo Daejun 2019, giọng ca chính Wendy được thông báo là đã gặp tai nạn trên sân khấu. Cô được cho là ngã trên sân khấu cao 2 mét xuống do sân khấu lúc đó không được chuẩn bị kĩ từ việc thiếu ánh sáng cho đến không có cầu thang. Sự việc khiến cô chấn thương mặt và gãy xương chậu dẫn đến việc phải đi cấp cứu. Sau đó SM thông báo rằng vì sự việc đáng tiếc này, Wendy cùng cả nhóm sẽ hủy quảng bá Psycho. Vụ việc đã gây sốc cho người hâm mộ của nhóm và độc giả. Đài SBS sau đó đã xin lỗi vì sự cố, nhưng vì lời xin lỗi không chân thành, đồng thời nhân viên vô trách nhiệm không chuẩn bị kĩ sân khấu lúc đó, cộng đồng mạng vẫn phẫn nộ vì thái độ và sự chuẩn bị không nghiêm túc của đài.
Đầu tháng 1, Red Velvet trở thành nhóm nhạc nữ thứ hai đạt được hơn 5 triệu người nghe hàng tháng trên Spotify. Sau 8 năm kỉ lục bài hát đạt được số điểm tháng cao nhất của một nhóm nhạc trên Gaon đã được Red Velvet phá vỡ với số điểm 150.000.000 trong tháng 1, vượt kỉ lục cũ là 148.000.000 điểm.
Ngày 12 tháng 2, Psycho trở thành bài hát của một nhóm nhạc ra mắt năm 2019 trụ vững vị trí top 5 Genie lâu nhất với hơn 1262 giờ. Tính đến ngày 24 tháng 2 năm 2020, Red Velvet là nhóm nhạc nữ có nhiều người theo dõi nhất với 255.353 người, bài hát chủ đề "Red Flavor" và album "The Red Summer" đạt được nhiều lượt thích nhất trên nền tảng nhạc số Melon, với lượt thích lần lượt là 219.439 và 47.000. Lượt theo dõi của nhóm trên Spotify cũng vượt qua 4.000.000 lượt. Red Velvet cũng là nhóm nhạc nữ thế hệ thứ ba của Kpop dẫn đầu về lượng album đặt trước tại Trung Quốc trong vòng 1 năm, với hơn 75.000 album đặt trước tại đất nước này.
Ngày 26 tháng 3, MV của ca khúc chủ đề "Psycho" nằm trong album tái bản "The ReVe Festival: Finale" của Red Velvet chính thức vượt ngưỡng 100 triệu lượt xem trên YouTube sau 93 ngày. Đây là sản phẩm thứ 7 của nhóm đạt cột mốc trên sau "Bad Boy", "Russian Roulette", "Peek-A-Boo", "Red Flavor", "Dumb Dumb" và "Ice Cream Cake", 'Psycho' cũng là MV đầu tiên của Red Velvet và thứ ba của girlgroup cán mốc 3 triệu lượt thích trên nền tảng này.
Ngày 3 tháng 4, đại diện SM Entertainment cho biết rằng Wendy đang dần hồi phục sau hơn 3 tháng điều trị và nữ ca sĩ có thể được xuất viện. Sức khỏe của cô hiện đang có tiến triển tích cực, hứa hẹn sẽ quay trở lại với khán giả trong tương lai gần. Đồng thời Wendy đã được chọn lồng tiếng cho vai Poppy trong bộ phim hoạt hình đình đám "Trolls: World Tour" được khởi chiếu tại Hàn Quốc vào ngày 29 tháng 4 sắp tới.
Ngày 6 tháng 4 năm 2020, Red Velvet nhận giải "Bài hát của năm" cho ca khúc "Psycho"  tại lễ trao giải Gaon Chart Music Awards 2021 với 172.476.498 điểm nhạc số của tháng 12 năm 2019.
Rạng sáng ngày 21 tháng 4 năm 2020, tờ SpoTV News đưa tin Red Velvet đang chuẩn bị thành lập nhóm nhỏ gồm 2 thành viên Irene và Seulgi. Bộ đôi từng được giới thiệu là thành viên đầu tiên của SM Rookies để biểu diễn "Be Natural". Sau khi SpoTV News đăng tải, công ty chủ quản SM Entertainment cũng lên tiếng xác nhận ra mắt nhóm nhỏ của Red Velvet với: "Thông tin chi tiết sẽ sớm được tiết lộ."
Ngày 27 tháng 5 năm 2020, SM Entertainment thông báo nhóm nhỏ của Red Velvet sẽ có tên là Red Velvet - IRENE & SEULGI. Nhóm sẽ ra mắt vào ngày 15 tháng 6 cùng với mini album đầu tiên mang tên "Monster". Nhưng sau đó 2 ngày, công ty đã thông báo trên Twitter rằng "Monster" sẽ được dời thời điểm ra mắt sang tháng 7. Lý do được đưa ra vì đội ngũ muốn hoàn thiện hơn về chất lượng âm nhạc và trình diễn, SM Entertainment gửi lời xin lỗi đến toàn thể người hâm mộ đã chờ đợi, đồng thời cũng tung 1 ảnh nhá hàng cho concept album của Red Velvet - IRENE & SEULGI.
Nhóm nhỏ Red Velvet - IRENE & SEULGI đã phát hành mini album mang tên Monster vào ngày 6 tháng 7 năm 2020 với 6 bài hát mang màu sắc khác nhau thể hiện sắc thái âm nhạc vô cùng đa dạng của nhóm. Nhóm đã có màn trình diễn đầu tiên tại Music Bank  bài hát sau một tuần quảng bá cũng giành được một cúp chiến thắng. Monster cũng là album có tổng lượng sales tuần đầu cao nhất của cả nhóm trên Hanteo, và có số hạng 1 bảng xếp hạng album ITunes nhiều nhất của nhóm- 52 nước. Album cũng đứng đầu bảng xếp hạng album ITunes toàn câu lâu thứ hai của nhóm nhạc nữ hàn với 4 ngày ở vị trí 1. Follow-up song của nhóm nhỏ là Naughty cũng giành được số hạng 1 bảng xếp hạng bài hát nhiều nhất, vượt qua bài hát trước đó là Psycho. Mặc dù video ca nhạc của bài hát Monster bị dời đến ngày 7 tháng 7 nhưng lượng lượt xem ngày đầu đạt được hơn 11 triệu lượt xem trên YouTube. Bài hát chủ để Monster cũng đạt được vị trí thứ nhất bảng xếp hạng hệ thống cũ Melon, đây là no1. đầu tiên của một nhóm nhỏ sau nhiều năm kể từ nhóm nhỏ SNSD-TTS. Cúp chiến thắng đầu tiên của nhóm nhỏ ở Music Bank (chương trình truyền hình) đã nâng tổng số cúp của nhóm kể từ lúc hoạt động đến cuối 2020 là 74 cúp.
Tính tới ngày 8 tháng 10 năm 2020, 'Psycho' bài hát chủ đề phát hành từ năm ngoái của nhóm đã đạt được hơn 750.000.000 điểm kĩ thuật số trên Bảng xếp hạng Âm nhạc Gaon, dẫn đầu trong các nhóm nhạc thần tượng. Tính đến cuối năm 2020, 'Psycho' có điểm nhạc số cao nhất và bán chạy nhất của một nhóm nhạc, trở thành nghệ sĩ trực thuộc SM đầu tiên có được danh hiệu này.

### 2021: Hoạt động solo của các thành viên và màn trở lại với mini album thứ 6 "Queendom"
Vào ngày 10 tháng 3 năm 2021, SM Entertainment chính thức xác nhận thông tin thành viên Wendy sẽ ra mắt với tư cách là một nghệ sĩ solo và đang chuẩn bị cho album solo đầu tay phát hành vào đầu tháng 4. Vào ngày 24 tháng 3, lịch trình debut solo đã được tung ra, cụ thể cô sẽ debut solo vào ngày 5 tháng 4  năm 2021,bằng mini album Like Water với 5 ca khúc (trong đó có 2 ca khúc chủ đề là: Like Water, When This Rain Stops và ca khúc kết hợp với Seulgi - Best Friend).
Ngày 12 tháng 5 năm 2021, SM Entertainment xác nhận Joy sẽ là thành viên thứ 2 của Red Velvet debut với tư cách là một nghệ sĩ solo vào cuối tháng 5 với một album remake đặc biệt. Theo nguồn tin từ SM Ent., album bao gồm 6 ca khúc được làm lại từ những ca khúc nổi tiếng được phát hành từ những năm 1990 đến 2000. Album sẽ được phát hành trực tuyến vào ngày 31 tháng 5 lúc 6 giờ chiều, và album vật lý sẽ được phát hành vào ngày 3 tháng 6. Ca khúc chủ đề là Hello và MV sẽ được ra mắt vào 6 giờ chiều cùng ngày.
Trở lại sau 18 tháng vắng bóng với bản hit Psycho vào cuối năm 2019, SM Entertainment xác nhận Red Velvet sẽ comeback vào tháng tám với một album mới. Để khởi động cho màn trở lại, nhóm sẽ tổ chức chuỗi sự kiện 'Queens Mystic General Store' ngày 26/7 - 1/8, tại đây, mỗi ngày, sẽ có các video concept, ảnh,... bao gồm cả từng thành viên một đến cả nhóm, theo thứ tự nhất định. Với chủ đề là sự tổng hợp của tất cả các bài hát, concept cho đến đồ vật,... bước ra từ những album đã phát hành từ trước tới nay. Vào lúc 18:01 (giờ địa phương) ngày 1 tháng 8 năm 2021, nhóm đã tổ chức buổi livestream trên nền tảng VLive để kỷ niệm 7 năm ngày ra mắt (01/08/2014 - 01/08/2021). Vào lúc 0:00 (giờ địa phương) ngày 2 tháng 8, các trang MXH chính thức của nhóm đã thay đổi logo và ảnh bìa với thông tin nhóm sẽ trở lại với một mini album mới mang tựa đề Queendom, sẽ được phát hành vào lúc 18:00 (giờ địa phương) ngày 16 tháng 8 trên các trang nhạc số của Hàn Quốc; còn phiên bản album vật lý sẽ phát hành vào ngày 17 tháng 8. Nhóm tiết lộ album sẽ có 6 ca khúc hoàn toàn mới. Ca khúc chủ đề là Queendom sẽ được nhóm quảng bá trên các show âm nhạc hàng tuần.

### 2022: The ReVe Festival 2022, album phòng thu Nhật Bản đầu tiên Bloom
Vào 16h ngày 21/3 (theo giờ Việt Nam), Red Velvet đã chính thức có màn "tái xuất" làng nhạc với MV Feel My Rhythm. Ca khúc chủ đề lần này của girlgroup nhà SM thuộc thể loại pop dance đặc trưng trên nền giai điệu bản nhạc Air On The G-String của nhà soạn nhạc nổi tiếng người Đức .

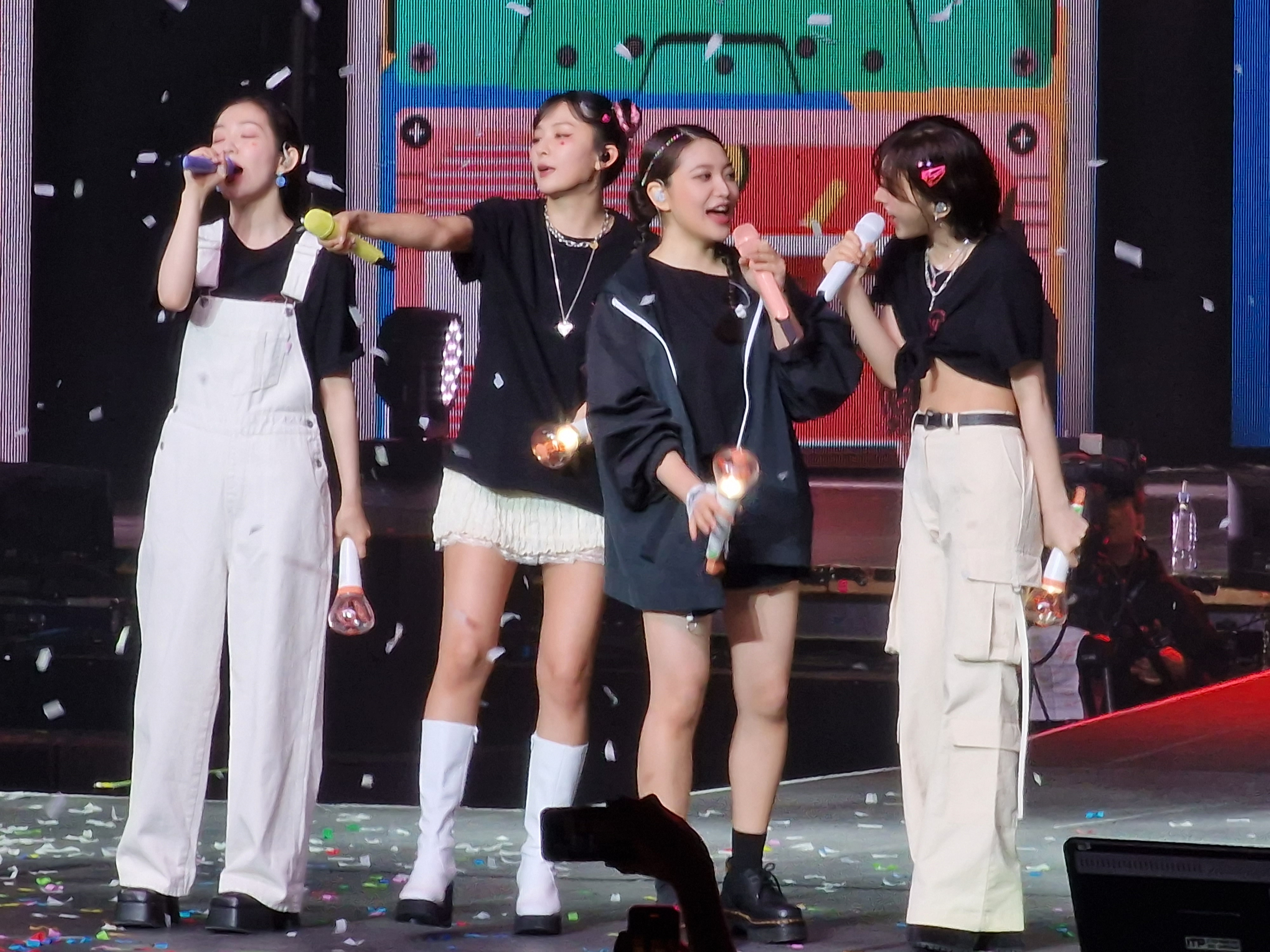
Red Velvet biểu diễn tại Amsterdam trong chuyến lưu diễn "Red Velvet 4th Concert 'R to V'" năm 2023.

Với giai điệu vui tươi trên nền nhạc beat trap mạnh mẽ cùng thông điệp tự do tận hưởng hành trình vượt thời gian và không gian, ca khúc đã nhanh chóng được đón nhận bởi khán giả, đồng thời được các nhạc sĩ/ giảng viên thanh nhạc / những người có chuyên môn đánh giá cao.
Vừa mới ra mắt, Feel My Rhythm đã debut #9 tại MelOn TOP 100 - trở thành bài hát có thứ hạng cao nhất trong năm 2022. Ca khúc cũng đạt 41,065 lượt nghe trong giờ đầu tiên trên MelOn, cũng là thành tích cao nhất trong năm 2022.
Bên cạnh thành tích "khủng", MV mang đầy cảm hứng nghệ thuật của Red Velvet cũng khiến cộng đồng mạng vô cùng thích thú. Xuyên suốt MV, girlgroup nhà SM như đang tái hiện những bức tranh nghệ thuật nổi tiếng. Đặc biệt, với ý nghĩa của bức tranh cuối MV mang tên Garden of Earthly Delights của hoạ sĩ Hiëronymus Bosch, các fan đã liên tưởng đến một theory vô cùng "lạnh sống lưng". Phải chăng, Red Velvet đang hoá thân thành những cô tiên đầy tươi sáng nhảy múa trong lễ hội ReVe để kéo người xem vào địa ngục của họ? Sự đa dạng, độc đáo trong lần trở lại này của Red Velvet đã khiến các fan liên tưởng đến những điểm tương đồng nối dài từ Psycho và Rookie.
Album phòng thu Nhật Bản đầu tiên của Red Velvet, Bloom, cùng với bài hát chủ đề "Wildside", phát hành vào ngày 6/4/2022. Bloom ra mắt ở vị trí thứ năm trên Bảng xếp hạng Oricon Albums Chart tuần báo của Nhật Bản trong số ra ngày 4-10 tháng 4 năm 2022. Ngoài ra, album còn xếp vị trí thứ hai trên bảng xếp hạng album hàng ngày, và đứng thứ hai tại bảng xếp hạng Billboard Japan Hot Albums.
Vào ngày 07/11/2022, comeback teaser đầu tiên được đăng tải. Thông báo chính thức tên album "The ReVe Festival 2022: Birthday" và ngày phát hành là 28/11/2022. Mini album bao gồm ca khúc chủ đề "Birthday" và các ca khúc khác mang nhiều thể loại nhạc khác nhau. Vào ngày 14/12/2022, nhóm phát hành đĩa đơn "Beautiful Christmas" hợp tác với hậu bối cùng công ty aespa cho album 2022 Winter SM Town: SMCU Palace.

### 2023–nay: Concert thứ tư,Chill KillvàCosmic
Vào tháng 3 năm 2023, SM thông báo sẽ trở lại với concert thứ 4 mang tên R to V, được bắt đầu thứ tháng 4 tại KSPO Dome. Vào tháng 9/2023, SM xác nhận rằng nhóm sẽ phát hành album phòng thu thứ ba vào tháng 11, đánh dấu sự trở lại của album phòng thu sau 6 năm kể từ khi 'Perfect Velvet' ra mắt vào năm 2017. Vào ngày 18 tháng 10, Red Velvet thông báo album phòng thu thứ ba Chill Kill sẽ được phát hành vào ngày 13 tháng 11. Album gồm 10 bài hát, trong đó có bài hát chủ đề cùng tên.
Vào ngày 31 tháng 12 năm 2023, các thành viên Irene, Seulgi và Wendy đã biểu diễn tại Philippines trong chương trình đếm ngược năm mới được tổ chức tại Bonifacio Global City (BGC), Taguig.
Vào ngày 10 tháng 6 năm 2024, Red Velvet cho biết trở lại vào ngày 24 tháng 6 với EP Cosmic. Đĩa đơn chính cùng tên và video âm nhạc của ca khúc được phát hành cùng với album.
Ngay 4 tháng 4 năm 2025, SM Entertainment chính thức thông báo 2 thành viên Wendy và Yeri  sẽ rời công ty sau khi hợp đồng độc quyền của họ chính thức hết hạn, song họ vẫn tiếp tục tham gia hoạt động nhóm.

## Phong cách âm nhạc
Red Velvet được biết đến với hai phong cách đối lập của nhóm mà trước đây chưa được thấy trong số tất cả các nhóm nhạc nữ Hàn Quốc. Hai concept được gọi là mặt "red" và mặt "velvet" đều ảnh hưởng đến cả hình ảnh và âm nhạc mà nhóm phát hành. Một nửa "red" là sáng chói và bubblier trong khi mặt "velvet" mang hình ảnh mềm mại, trưởng thành và thanh lịch hơn.
Âm nhạc của nhóm cũng phụ thuộc vào hai theme tương ứng với hai concept. Bởi vì mặt "red" tượng trưng cho những gì tươi trẻ, sôi động nhất theo khuynh hướng của dòng nhạc pop trong khi mặt "velvet" lại mang vẻ bí ẩn, cuốn hút từ thể loại R&B và ballad. Cả hai mặt đều không giới hạn về thể loại, tuy nhiên KookMin Ilbo lưu ý rằng âm nhạc của nhóm không đơn giản như là "dance" vs "ballad" và còn mix với các yếu tố khác. Single debut của nhóm "Happiness" được coi là bài hát đầu tiên của nhóm theo phong cách "red", là một bài hát urban europop với cường điệu âm thanh và âm thanh nhịp trống của Châu Phi. Single thứ hai của nhóm "Be Natural" cho thấy hình ảnh hoàn toàn khác biệt của nhóm và được mô tả là classic R&B, cũng như biểu hiện của mặt "velvet".
Mini album đầu tiên của nhóm Ice Cream Cake lần đầu giới thiệu khái niệm khép và nhóm quảng bá với hai single, R&B/neo-soul cho bài "Automatic" và dance-pop cho bài "Ice Cream Cake". MV của mỗi bài đều cho thấy sự tương phản giữa hai phong cách, nếu như MV của "Ice Cream Cake" đầy màu sắc, khung cảnh vui tươi với vũ đạo fast-paced thì MV của "Automatic" có chủ đề tối hơn với vũ đạo gợi cảm hơn. Jeff Benjamin của Billboard nói rằng album " đã làm tốt trong việc xây dựng tính đồng nhất của hai mặt phong cách âm nhạc". Album phòng thu đầu tiên The Red, âm nhạc của họ chỉ tập trung mặt "red" theo sau là mini album The Velvet tập trung vào các bài hát "velvet" như tiêu đề đã cho biết. Album mùa hè đầu tiên của nhóm với tựa đề The Red Summer với single chính là "Red Flavor", một lần nữa họ tập trung vào phong cách "red", sau hai lần phát hành (Russian Roulette, Rookie) mà không tách ra. Bài hát từ album phòng thu thứ hai Perfect Velvet âm nhạc vẫn được xem là một phần của mặt "velvet", nhưng với những gợi ý về 'Red', mà công ty quản lí của nhóm tin tưởng rằng đó là công thức hoàn hảo cho phong cách này, do tiêu đề có tên là Perfect Velvet. Tuy nhiên The Velvet vẫn thành công về thương mại, và là một trong những single và album thành công nhất của nhóm. Các nhà phê bình cho rằng việc phát hành mini album là một bước quan trọng để giới thiệu mặt "velvet" đến với công chúng, nhưng cuối cùng Perfect Velvet đã nhận được sự công nhận của mọi người. Không chỉ các bài hát R&B và ballad như mong đợi từ phong cách "velvet", cũng kết hợp với dance-pop, electronic pop, disco và các yếu tố hip-hop. Sau khi phát hành, nhóm đã được những lời ca ngợi cho tính linh hoạt của nhóm và được hoan nghênh như một trong những album đa dạng của một nghệ sĩ K-pop.

## Tầm ảnh hưởng
Vào tháng 2 năm 2018, tạp chí Time nêu tên Red Velvet như một trong những nhóm nhạc K-pop xuất sắc nhất, làm nổi bật phong cách đa dạng của nhóm.
Tháng 3/2018 Red Velvet là nhóm nhạc duy nhất trong số 160 nghệ sĩ Hàn được cử tới biểu diễn trong chương trình hòa nhạc đăc biệt được tổ chức tại nhà hát lớn Đông Bình Nhưỡng và sân vận động Bình Nhưỡng ở Triều Tiên từ ngày 31/3 đến ngày 3/4.
Tháng 5, năm 2018 tổng thống Hàn Quốc Moon Jae In đã khen ngợi về sự nổi tiếng của Red Velvet ở một đất nước khép kín như Triều Tiên, ông nói: "Tôi nghe nói rằng một tuyển thủ ice hockey người Triều Tiên đã nghe các bài hát từ Red Velvet của chúng ta khi luyện tập."
Tháng 11/2019, tạp chí Billboard đã vinh danh Red Velvet là "Best idol group alive". Đồng thời, ca khúc Red Flavor và Bad Boy cũng được Billboard chọn là ca khúc đứng lần lượt ở vị trí thứ 2 và thứ 27 trong Top 100 ca khúc Kpop hay nhất thập niên 2010. Bên cạnh đó, Red Velvet cũng là nhóm nhạc nữ Kpop đầu tiên ba lần No.1 US iTunes Albums Charts trong năm với các album thuộc series The Reve Festival của nhóm (gồm The Reve Festival: Day 1, The Reve Festival: Day 2 và The Reve Festival: Finale).
Sau xác nhận Red Velvet sẽ góp mặt trong bộ phim Trolls: World Tour vào tháng 4 năm 2020, nhà sản xuất Gina Shay cho biết: "Red Velvet được chọn làm đại diện cho Kpop trong bộ phim nhờ sự độc đáo và sức hấp dẫn mạnh mẽ mà các cô gái mang lại cho các fan hâm mộ âm nhạc toàn cầu thông qua những phong cách âm nhạc khác nhau." Theo bà, Red Velvet chính là sự lựa chọn xuất sắc cho bộ phim. Gina Shay cũng tiết lộ: "Trong quá trình thu âm, các thành viên không những thể hiện cá tính riêng mà còn hoàn toàn nhập vai vào các nhân vật một cách hoàn hảo." Được biết, hai ca khúc của Red Velvet trong Trolls: World Tour là Zimzalabim (phát trong phần trailer chính) và Russian Roulette.
Với việc bùng phát của dịch Covid-19 ở Hàn Quốc, tất cả các thành viên Red Velvet đã quyên góp tổng số tiên lên tới 230 triệu won (200.000 USD) cho công tác phòng chống dịch. Thành viên Joy của nhóm góp giọng trong ca khúc "Sangnoksu 2020" - sẽ được phát tại lễ kỉ niệm 60 năm cuộc Cách mạng đòi dân chủ 19 tháng 4 của Hàn Quốc. MV gửi đi thông điệp về sự đoàn kết và niềm hi vọng vượt qua khủng hoảng COVID-19 như cách người Hàn Quốc đã vượt qua cơn khủng hoảng dân chủ 60 năm trước.

## Thành viên
Chú thích: In đậm là trưởng nhóm
| Nghệ danh | Nghệ danh | Nghệ danh  | Tên khai sinh | Tên khai sinh | Tên khai sinh  | Tên khai sinh | Tên khai sinh | Ngày sinh        | Vai trò                                        | Nơi sinh                       | Quốc tịch | Màu đại diện |
| Latinh    | Hangul    | Kana       | Latinh        | Hangul        | Kana           | Hanja         | Hán-Việt      | Ngày sinh        | Vai trò                                        | Nơi sinh                       | Quốc tịch | Màu đại diện |
| Irene     | 아이린    | アイリーン | Bae Juhyun    | 배주현        | ペ・ジュヒョン | 裵柱現        | Bùi Trụ Hiện  | 29 tháng 3, 1991 | Main Rapper, Lead Dancer, Sub Vocalist, Visual | Daegu, Hàn Quốc                | Hàn Quốc  | Hồng         |
| Seulgi    | 슬기      | スルギ     | Kang Seulgi   | 강슬기        | カン・スルギ   | 康슬기        | Khương Sáp Kì | 10 tháng 2, 1994 | Main Dancer, Lead Vocalist                     | Ansan, Gyeonggi, Hàn Quốc      | Hàn Quốc  | Vàng         |
| Wendy     | 웬디      | ウェンディ | Shon Seungwan | 손승완        | ソン・スンワン | 孫承完        | Tôn Thừa Hoàn | 21 tháng 2, 1994 | Main Vocalist, Lead Rapper, Lead Dancer        | Seongbuk-dong, Seoul, Hàn Quốc | Hàn Quốc  | Xanh da trời |
| Wendy     | 웬디      | ウェンディ | Wendy Shon    | 웬디손        | ソン・スンワン | 孫承完        | Tôn Thừa Hoàn | 21 tháng 2, 1994 | Main Vocalist, Lead Rapper, Lead Dancer        | Seongbuk-dong, Seoul, Hàn Quốc | Hàn Quốc  | Xanh da trời |
| Joy       | 조이      | ジョイ     | Park Sooyoung | 박수영        | パク・スヨン   | 朴秀英        | Phác Tú Anh   | 3 tháng 9, 1996  | Lead Rapper, Sub Vocalist                      | Dobong, Seoul, Hàn Quốc        | Hàn Quốc  | Xanh lá      |
| Yeri      | 예리      | イェリ     | Kim Yerim     | 김예림        | キム・イェリム | 金藝琳        | Kim Nghệ Lâm  | 5 tháng 3, 1999  | Sub Vocalist, Sub Rapper                       | Seoul, Hàn Quốc                | Hàn Quốc  | Tím          |

## Danh sách đĩa nhạc
| Album phòng thu - The Red (2015) - Perfect Velvet (2017) - Chill Kill (2023) | Album Nhật Bản - Bloom (2022) | Album tái phát hành & Album tổng hợp - The Perfect Red Velvet (2018) - The ReVe Festival: Finale (2019) |

Đĩa mở rộng (mini-album)
- Ice Cream Cake (2015)
- The Velvet (2016)
- Russian Roulette (2016)
- Rookie (2017)
- The Red Summer (2017)
- Cookie Jar (2018)
- Summer Magic (2018)
- RBB (2018)
- Sappy (2019)
- The ReVe Festival: Day 1 (2019)
- The ReVe Festival: Day 2 (2019)
- Queendom (2021)
- The ReVe Festival 2022: Feel My Rhythm (2022)
- The ReVe Festival 2022: Birthday (2022)
- Cosmic (2024)

## Các hoạt động khác

### Phim
| Năm  | Phim                   | Diễn viên | Vai diễn       | Ghi chú                 |
| ---- | ---------------------- | --------- | -------------- | ----------------------- |
| 2015 | SMTOWN the Stage       | Cả nhóm   | Chính mình     | Phim tài liệu về SMTOWN |
| 2016 | Game Development Girls | Irene     | Ah Reum        |                         |
| 2017 | The Liar and His Lover | Joy       | Yoon So Rim    |                         |
| 2018 | The Great Seducer      | Joy       | Eun Tae Hee    |                         |
| 2020 | Double Patty           | Irene     | Lee Hyun Ji    |                         |
| 2020 | Mint Condition         | Yeri      | Hong Chae Ri   |                         |
| 2020 | Trolls World Tour      | Cả nhóm   | The K-Pop Gang | Nhân vật hoạt hình      |
| 2021 | Blue Birthday          | Yeri      | Oh Ha Rin      |                         |
| 2021 | The One and Only       | Joy       | Seong Mi-do    |                         |
| 2022 | Once Upon a Small Town | Joy       | Ahn Ja Young   |                         |
| 2023 | Bitch and Rich         | Yeri      | Baek Je Na     |                         |

### Chương trình thực tế
| Năm  | Chương trình               | Kênh                                                 | Tập | Ghi chú                                                                                                   |
| ---- | -------------------------- | ---------------------------------------------------- | --- | --- |
| 2017 | Level Up Project! Season 1 | Oksusu KBS Joy True ID (Thailand)                    | 23  | Joy không thể xuất hiện trên chương trình bởi vì trùng với lịch trình cho bộ phim The Liar and His Lover. |
| 2018 | Level Up Project! Season 2 | Oksusu True ID (KOREA- Namhae, Yeosu, and Tongyeong) | 60  | Cả nhóm                                                                                                   |
| 2018 | Level Up Project! Season 3 | Oksusu                                               | 40  | Cả nhóm                                                                                                   |
| 2020 | Level Up Thrilling Project | Wavve                                                | 16  | Irene và Seulgi                                                                                           |
| 2022 | Level Up Project! Season 5 | Wavve                                                | 12  | Cả nhóm                                                                                                   |

### Người mẫu tạp chí
| Năm  | Tên                   | Số phát hành | Thành viên       | Ghi chú    |
| 2015 | W Korea               | Tháng 4      | Irene, Yeri, Joy |            |
| 2015 | CéCi Korea            | Tháng 5      | Cả nhóm          |            |
| 2015 | Harper's Bazaar Korea | Tháng 5      | Cả nhóm          |            |
| 2015 | Grazia Korea          | Tháng 9      | Cả nhóm          |            |
| 2015 | Grazia Korea          | Tháng 10     | Cả nhóm          |            |
| 2016 | CéCi Korea            | Tháng 2      | Irene            | Cùng Sehun |
| 2016 | CéCi Korea            | Tháng 11     | Cả nhóm          |            |
| 2018 | CéCi Korea            | Tháng 4      | Yeri             |            |
| 2018 | Singles               | Tháng 6      | Yeri             |            |
| 2018 | Nylon Korea           | Tháng 8      | Joy              |            |
| 2018 | Grazia Korea          | Tháng 9      | Irene            |            |
| 2019 | BEAUTY+               | Tháng 4      | Seulgi           |            |
| 2019 | Ray Japan             | Tháng 5      | Cả nhóm          |            |
| 2019 | Grazia Korea          | Tháng 5      | Yeri             |            |
| 2019 | Nylon Korea           | Tháng 6      | Wendy            |            |
| 2019 | Allure Korea          | Tháng 7      | Cả nhóm          |            |
| 2019 | Marie Clarie Korea    | Tháng 8      | Irene            |            |
| 2019 | BEAUTY+               | Tháng 9      | Seulgi, Yeri     |            |
| 2019 | Marie Clarie Korea    | Tháng 10     | Seulgi, Wendy    |            |
| 2019 | High Cut              | Tháng 12     | Yeri             |            |
| 2020 | Elle Korea            | Tháng 3      | Joy              |            |
| 2020 | Marie Clarie Korea    | Tháng 3      | Yeri             |            |
| 2020 | GQ Korea              | Tháng 4      | Joy              |            |
| 2020 | Nylon Korea           | Tháng 5      | Irene, Seulgi    |            |
| 2020 | Dazed Korea           | Tháng 5      | Yeri             |            |

## Chuyến lưu diễn

### RED ROOM: RED VELVET FIRST CONCERT (2017-2018)
| Ngày        | Địa Điểm                              | Thành Phố  | Quốc Gia |
| ----------- | ------------------------------------- | ---------- | -------- |
| 18 tháng 8  | Olympic Hall                          | Seoul      | Hàn Quốc |
| 19 tháng 8  | Olympic Hall                          | Seoul      | Hàn Quốc |
| 20 tháng 8  | Olympic Hall                          | Seoul      | Hàn Quốc |
| 28 tháng 03 | Musashino Forest                      | Tokyo      | Nhật Bản |
| 29 tháng 3  | Musashino Forest                      | Tokyo      | Nhật Bản |
| 25 tháng 5  | Wakuwaku Holiday Hall                 | Sapporo    | Nhật Bản |
| 27 tháng 5  | Ichinomiya City Hall                  | Ichinomiya | Nhật Bản |
| 30 tháng 5  | JMS Aster Plaza Great Hall            | Hiroshima  | Nhật Bản |
| 1 tháng 6   | Fukuoka International Conference Hall | Fukuoka    | Nhật Bản |
| 4 tháng 6   | Orix Theater                          | Osaka      | Nhật Bản |
| 5 tháng 6   | Orix Theater                          | Osaka      | Nhật Bản |
| 7 tháng 6   | Pacifico Yokohama                     | Yokohama   | Nhật Bản |
| 8 tháng 6   | Pacifico Yokohama                     | Yokohama   | Nhật Bản |

### RED VELVET: REDMARE TOUR (2018)
| Ngày        | Địa Điểm                      | Thành Phố   | Quốc Gia  |
| Châu Á      | Châu Á                        | Châu Á      | Châu Á    |
| ----------- | ----------------------------- | ----------- | --------- |
| 4 tháng 8   | SK Olympic Handball Gymnasium | Seoul       | Hàn Quốc  |
| 5 tháng 8   | SK Olympic Handball Gymnasium | Seoul       | Hàn Quốc  |
| 8 tháng 9   | Thunder Dome                  | Bangkok     | Thái Lan  |
| 22 tháng 9  | National Sports Center        | Đài Bắc     | Đài Loan  |
| 23 tháng 9  | National Sports Center        | Đài Bắc     | Đài Loan  |
| 20 tháng 10 | The Star                      | Singapore   | Singapore |
| 6 tháng 1   | Marrine Messe                 | Fukuoka     | Nhật Bản  |
| 12 tháng 1  | World Memorial Hall           | Kobe        | Nhật Bản  |
| 13 tháng 1  | World Memorial Hall           | Kobe        | Nhật Bản  |
| 29 tháng 1  | Yokohama Arena                | Yokohama    | Nhật Bản  |
| 30 tháng 1  | Yokohama Arena                | Yokohama    | Nhật Bản  |
| Châu Mỹ     |                               |             |           |
| 7 tháng 2   | Civic Auditorium              | Los Angeles | Hoa Kỳ    |
| 8 tháng 2   | Civic Auditorium              | Los Angeles | Hoa Kỳ    |
| 10 tháng 2  | The Theatre                   | Dallas      | Hoa Kỳ    |
| 13 tháng 2  | The Fillmore                  | Miami       | Hoa Kỳ    |
| 15 tháng 2  | Chicago Theatre               | Chicago     | Hoa Kỳ    |
| 17 tháng 2  | NJPAC                         | Newark      | Hoa Kỳ    |
| 19 tháng 2  | Coca-Cola Coliseum            | Toronto     | Canada    |
| 21 tháng 2  | PNE Forum                     | Vancouver   | Canada    |

### La Rouge: Red Velvet 3rd Concert (2019)
| Ngày        | Địa Điểm                   | Thành Phố | Quốc Gia |
| ----------- | -------------------------- | --------- | -------- |
| 23 tháng 11 | Hwa-jeong Tiger Dome       | Seoul     | Hàn Quốc |
| 24 tháng 11 | Hwa-jeong Tiger Dome       | Seoul     | Hàn Quốc |
| 11 tháng 1  | Hiroshima Sun Plaza        | Hiroshima | Nhật Bản |
| 23 tháng 1  | Osaka-jō Hall              | Osaka     | Nhật Bản |
| 24 tháng 2  | Trung tâm Hội nghị Fukuoka | Fukuoka   | Nhật Bản |
| Bị Hủy      |                            |           |          |
| 7 tháng 3   | Yokohama Arena             | Yokohama  | Nhật Bản |
| 8 tháng 3   | Yokohama Arena             | Yokohama  | Nhật Bản |

### Red Velvet 4th Concert: R to V (2023)
| Ngày       | Địa Điểm              | Thành Phố | Quốc Gia    | Người Tham Dự    |
| Châu Á     | Châu Á                | Châu Á    | Châu Á      | Châu Á           |
| ---------- | --------------------- | --------- | ----------- | ---------------- |
| 1 tháng 4  | KSPO Dome             | Seoul     | Hàn Quốc    | TBA              |
| 2 tháng 4  | KSPO Dome             | Seoul     | Hàn Quốc    | TBA              |
| 21 tháng 4 | The Star Theatre      | Singapore | Singapore   | TBA              |
| 3 tháng 5  | Pia Arena MM          | Yokohama  | Nhật Bản    | TBA              |
| 4 tháng 5  | Pia Arena MM          | Yokohama  | Nhật Bản    | TBA              |
| 7 tháng 5  | SM Mall of Asia Arena | Manila    | Philippines | TBA              |
| 13 tháng 5 | Thunder Dome          | Bangkok   | Thái Lan    | Hoãn vô thời hạn |
| 14 tháng 5 | Thunder Dome          | Bangkok   | Thái Lan    | Hoãn vô thời hạn |
| 20 tháng 5 | ICE BSD               | Jakarta   | Indonesia   | TBA              |
| Châu Âu    |                       |           |             |                  |
| 24 tháng 5 | TBA                   | Paris     | Pháp        | TBA              |
| 27 tháng 5 | TBA                   | Berlin    | Đức         | TBA              |
| 30 tháng 5 | TBA                   | Amsterdam | Hà Lan      | TBA              |
| 6 tháng 6  | TBA                   | London    | Anh         | TBA              |

### Tham gia các concert khác
- SM Town Live World Tour IV (2014–2015)
- SM Town Live World Tour V (2016)
- SM Town Live World Tour VI (2017–2018)
- A-nation Online 2020 (2020)
- SM Town Live Culture Humanity (2021)
- SM Town Live 2022: SMCU Express at Kwangya (2022)
- SM Town Live 2022: SMCU Express at Human City Suwon (2022)
- SM Town Live 2022: SMCU Express at Tokyo (2022)
- SM Town Live 2023: SMCU Palace at Kwangya (2023)
- SM Town Live 2023: SMCU Palace @JAKARTA (2023)
- SM Town Live 2024: SMCU Palace @TOKYO (2024)

## Giải thưởng và đề cử
Sau khi ra mắt, Red Velvet đã được trao giải thưởng "Nghệ sĩ mới xuất sắc nhất" tại các lễ trao giải Seoul Music Awards lần thứ 24, Golden Disc Awards lần thứ 29 và Korean Entertainment Arts Awards lần thứ 21. Nhóm giành được chiến thắng đầu tiên trên chương trình âm nhạc với bài hát "Ice Cream Cake" vào ngày 27 tháng 3 năm 2015 tại Music Bank sau khi bổ sung thêm thành viên ít tuổi nhất nhóm là Yeri. Hiện tại, Red Velvet đã đặt chân vào top 3 nhóm nhạc nữ giành chiến thắng tại các Show âm nhạc với tổng cộng 77 lần chiến thắng, chỉ xếp sau SNSD và TWICE.
Năm 2018, KEPAA (Korean Entertainment Producers Association Awards) đã vinh danh Red Velvet là một trong hai nhóm nhận giải thưởng "Nghệ sĩ của năm". Đây cũng là Daesang danh giá đầu tiên trong sự nghiệp của nhóm.
Đầu năm 2019, Hiệp hội Nghệ sĩ nổi tiếng Hàn Quốc đã công bố danh sách những người chiến thắng cho Korean Entertainment Art Awards lần thứ 25, Red Velvet (cùng NCT DREAM) đã nhận giải thưởng "Nhóm nhạc của năm".
Tại lễ trao giải Soribada Awards 2019, nhóm đã giành được giải Bonsang và Daesang "Sân khấu của năm".
Vào tháng 8 năm 2019, cùng Ellie Goulding, Diplo, Red Velvet được vinh danh giải thưởng Choice Electronic/Dance Song với bài hát "Close to Me" (Red Velvet Remix) tại lễ trao giải Teen Choice Awards 2019.
Tại lễ trao giải Asia Artist Awards 2019 diễn ra tại Việt Nam, nhóm đã giành được Daesang "Bài hát của năm"  với ca khúc Umpah Umpah. Đây đã là Daesang thứ tư trong sự nghiệp của Red Velvet tính tới thời điểm hiện tại.
Red Velvet cũng vinh dự nhận giải Bonsang tại High1 Seoul Music Award 2019. Tại đó, Red Velvet cũng chính thức trình diễn Psycho trực tiếp trên sân khấu với đội hình 4 thành viên (gồm Irene, Seulgi, Joy, Yeri).
Red Velvet giành được giải thưởng Bonsang và Daesang "Âm nhạc của năm" tại lễ trao giải Soba Music Award 2020, nhưng đội hình tham gia chỉ là nhóm nhỏ của nhóm Red Velvet - IRENE & SEULGI đã vinh dự nhận giải thưởng lớn thứ năm của sự nghiệp nhóm.

### SNS của Red Velvet
- Red Velvet trên Facebook
- Red Velvet trên Instagram
- Red Velvet trên Spotify
- Red Velvet trên Twitter
- Kênh Red Velvet trên YouTube
- Red Velvet[liên kết hỏng] trên V Live
- Red Velvet (nhóm nhạc) trên Sina Weibo
- Red Velvet trên Daum Cafe
- Red Velvet trên TikTok

### SNS của các thành viên Red Velvet
- Red Velvet Irene trên Instagram
- Red Velvet Seulgi trên Instagram
- Red Velvet Wendy trên Instagram
- Red Velvet Joy trên Instagram
- Red Velvet Yeri trên Instagram